# Musée de Lessia Oukraïnka (Yalta)
Le musée de Lessia Oukraïnka (Мемориальный музей Леси Украинки ; Музей Лесі Українки) est un musée commémoratif consacré à l'écrivaine Lessia Oukraïnka, situé à Yalta en Crimée.
Le bâtiment abritant le musée est la datcha Lishchinski, au numéro 8 de la rue Katerininska à Yalta.  

## Histoire
Le bâtiment est bâti par l'architecte Platon Terebeniev entre 1884 et 1885. Ce logement économique et placé assez près de la mer plaît à Lessia Oukraïnka, qui y passe deux ans.
Lessia Oukraïnka publie une annonce dans un journal local, dans laquelle elle écrit : « Chtytsa, parle 6 langues, cherche du travail dans la ville ». Après cela, elle rencontre deux étudiants qui suivent ses leçons dans la datcha. La poète entretient dès lors une relation chaleureuse avec la famille de son étudiant Leoni Razoumov. Par ailleurs, on sait qu'elle se charge de remplir la bibliothèque de la ville de livres ukrainiens. Par exemple, elle demande à sa mère d'envoyer un exemplaire de Kobzar (de Taras Chevtchenko) à la bibliothécaire de Stajanov, « car il est très demandé ».
Le groupe qui initie la création du musée se forme dans les années 1970, en vue du centenaire de la poète. Y figurent des admirateurs de l’œuvre de la poète kiévienne, dirigés par Ievhen Proniouk, ainsi que des intellectuels, des historiens, et des artistes de Yalta. Les travaux débutèrent ainsi et, à la fin des années 1980, une section du musée sur les coutumes locales de Yalta est inaugurée, ainsi que l'exposition Musée de la culture russe et ukrainienne progressiste pré-révolutionnaire. 
En 1991, l'exposition Lessia Oukraïna et la Crimée est inauguré, puis le musée est restauré en 1993.
Le 21 octobre 2010, la Rada recommande au gouvernement de prendre des mesures pour garantir la réparation du musée avant le 1er février 2011. Lors de l'annexion de la Crimée par la Russie en 2014, le deuxième étage du bâtiment, où se situe le musée, est fermé pour réparations. Quand il rouvre, il a été transformé en une section du Musée historique et littéraire de Yalta dans laquelle est racontée la vie littéraire, musicale, artistique et philistine de Yalta durant le XIXe siècle. Elle est centrée sur Lessia Oukraïna, mais également d'autres artistes tels que Léon Tolstoï ou Fédor Chaliapine.

## Collections
Le vestibule du musée est dédié au contexte historique et culturel. Suivent ensuite trois salles de différents styles : une salle sur la vie sociale typique de la localité touristique qu'était Yalta au XIXe siècle, Revue ukrainienne, salle dans laquelle, en plus des œuvres d'Oukraïnka, on évoque d'autres écrivains ukrainiens, de ce siècle et du début du suivant, dont l'histoire fut mêlé d'une façon ou d'une autre à la Crimée, et enfin la salle antique, qui crée une ambiance antique digne de Tauride, qu'Oukraïnka évoque dans ses textes écrits en Crimée.